# 旭川ジャンボプール
旭川ジャンボプール（あさひかわジャンボプール）は、北海道旭川市に存在した屋外プールを主としたレジャー施設。「旭川の海」とも呼ばれ親しまれていた。

## 概要
加森観光により1984年に開業し、造波プールやサイクルモノレールなどを設置した大型レジャープール。旭川市民の夏の行楽スポットとして親しまれ、市内のみならず道東・道北からも多くの来客を集めた。

## 歴史
1982年の旭川市長選にて、「旭川に海を」のキャッチフレーズで大型プール建設を選挙公約に掲げていた坂東徹旭川市長と、娯楽施設の少ない道北での事業展開を求めていた加森観光の利害が一致する形でプール開発を実施。1983年北海道知事選挙に立候補し坂東が支持していた三上顕一郎も大型プール計画に賛同しており、計画初期には三上が知事となった場合に北海道庁の予算で整備する形も目論まれたが、三上の落選に伴い最終的には民営での営業となっている。
56,600平米の敷地に約14億円の総工費をかけ北海道最大のプール施設として1984年7月14日に開業。道内最大級の造波プールや200mの流れるプール、ウォータースライダーを備え開業当初は年10万人ほどが利用し開業から7-8年間は黒字経営となった。また1992年からは近隣の旭川サンバレー遊園地とも提携し互いの施設で半券を提示する形での割引料金の適用や、1994年にはセット割引利用券も展開した。
その後は道路の整備が進み旭川から日本海側の海水浴場への所要時間が半日から2時間ほどに短縮されたことや、無料の市営プールが開業時の3箇所から8箇所に増加し、また屋外施設のため末期には7月20日頃から1ヶ月程度の盛夏期のみにしか稼働していないこともあり閉鎖までの10年ほどは採算割れとなり、自家発電の導入などのコスト削減策も功を奏さず老朽化などを理由に2001年春に営業休止を旭川市に通告し2001年度は1.5万人程度の利用客数に落ち込み、2002年度の営業休止の方針を最後に閉鎖。その後は更地となり、2014年には乗馬施設・場外馬券売場・土産店を含む複合施設「旭川ホースパーク」の建設計画が報じられたものの、実現には至っていない。

## 主な施設
プール本体は日本アルミが製造を担当。
- 造波プール（60m×60m）[4]
- 流れるプール（全長200m、幅5m）[4]
- 室内プール（25m6コース）[4]
- 噴水付き幼児プール[4]
- スライダープール（30m4コース）[4]
- サイクルモノレール（全長250m）[4]
- ウォータースライダー（全長約100m）[8]
- ウォーターパレード[1]
- ディスコスポット・イベントステージ[1]
- ドリンク&スナックコーナー[1]
- 売店・レンタルコーナー[1]